# I Dream of Jenna
I Dream of Jenna ist ein US-amerikanischer Pornofilm der Produktionsgesellschaft Vivid Entertainment Group von und mit Jenna Jameson und Justin Sterling.

## Inhalt
Astronaut Tommy strandet auf einer einsamen Tropeninsel. Nach Hilfe suchend findet er eine Flasche, aus der die schöne Jenna herausschwirrt. Jenna ist ein Flaschengeist und gierig nach Sex. Immer wieder versucht sie, ihren neuen Meister zu verführen und folgt ihm nach Hause. Sie bringt das Leben des Astronauten durcheinander. Am Set für einen Pornofilm will Jenna die Regie übernehmen und muss bald mit ansehen, wie ihre böse Schwester Katrina „ihren“ Tommy verführt.

## Wissenswertes
- Als Vorlage diente die erfolgreiche Fernsehserie Bezaubernde Jeannie (Originaltitel I Dream of Jeannie) aus den 1960er Jahren.
- Im Jahr 2007 wurde ein bereits 2003 produzierter zweiter Teil des Films veröffentlicht, wieder mit Jenna Jameson in der Hauptrolle.

## Auszeichnungen
- 2003: AVN Award „Best All-Girl Sex Scene (Video)“ (Jenna Jameson, Nikita Denise und Autumn)